# Giovanni Altamura

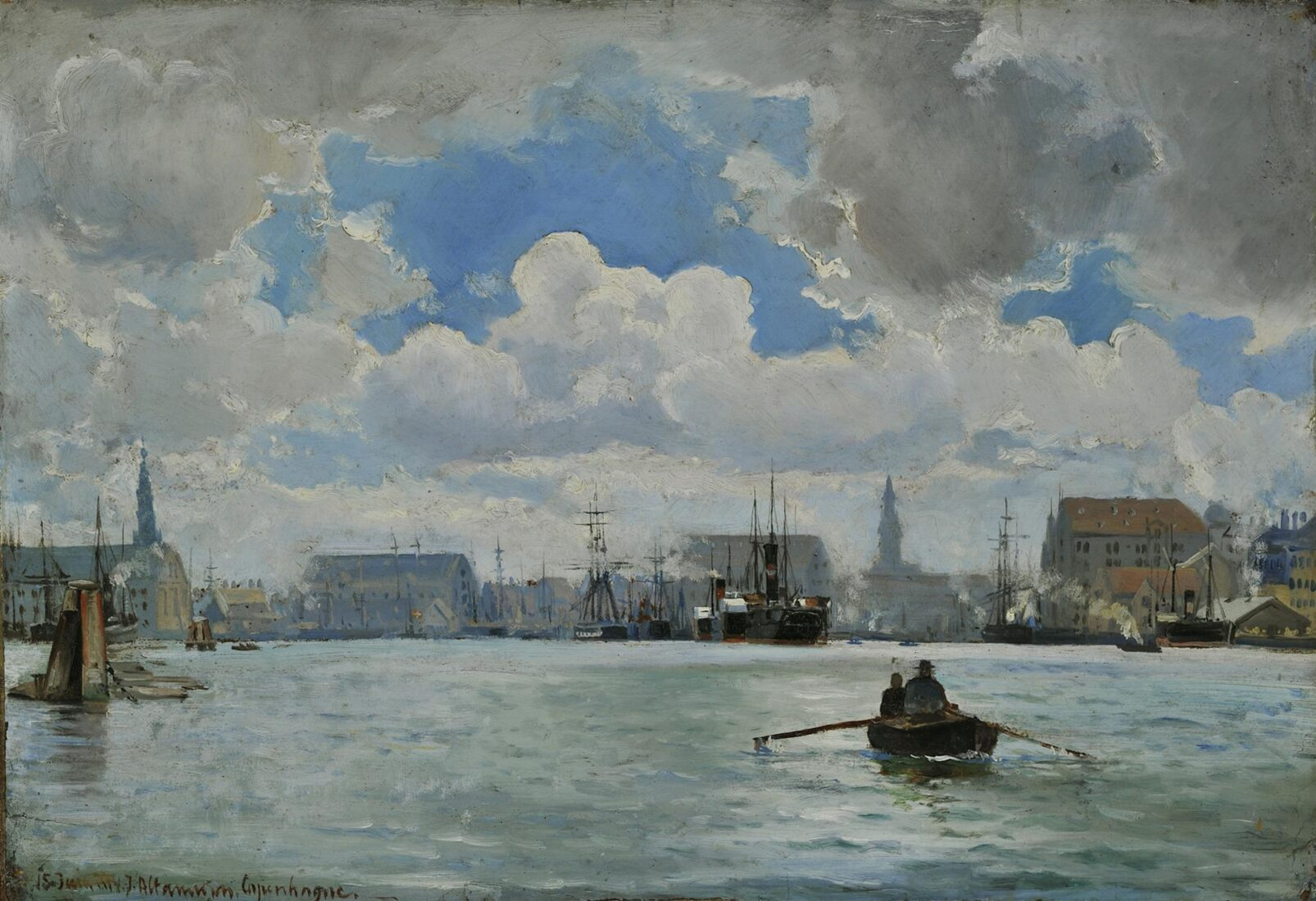
Il porto di Copenaghen (1875), conservato alla Galleria nazionale di Atene

Giovanni Altamura (in greco Ιωάννης Αλταμούρας?, Ioánnis Altamoúras; Firenze o Napoli, 1852 – Spetses, 1878) fu un pittore italo-greco, appartenente a una famiglia di artisti.

## Biografia
Nacque dalla nobildonna e pittrice Eléna Búkura (Ελένηα Μπούκουρα), che si trasferì temporaneamente in Italia assieme al marito, il patriota Francesco Saverio Altamura, nel tumultuoso periodo dell'unificazione.
Fratello maggiore di Alessandro Altamura, quando Giovanni ebbe sette anni, lui, sua madre, e sua sorella, Sofia Altamura, furono abbandonati dal padre e si trasferirono ad Atene, per recuperare un posto in società.
Manifestando fin da principio le sue doti artistiche, riuscì ad accedere all'Accademia delle Belle Arti, dove studiò pittura con Nichiforo Litras, tra il 1871 e l'anno successivo.
Ottenne poi una borsa di studio da re Giorgio II, che gli permise di svolgere un triennio accademico a Copenaghen, sotto Carl Frederik Sørensen. Nel 1875, durante il suo periodo danese, inviò il quadro Il porto di Copenaghen al concorso artistico dell'Olimpio (Atene), vincendo il secondo premio. Rimpatriato nella capitale ellenica, grazie al successo ottenuto, aprì la sua bottega di pittura. Morì poco tempo dopo di tubercolosi, a ventisei anni. La sua morte provocò alla madre un esaurimento nervoso, che la portò a un'instabilità permanente.

## Opere
- Battelli a vela e a vapore (1874), conservato alla Galleria Averōf di Metsovo (Epiro);
- Il porto di Elsinore (1874), situato al Parlamento greco;
- La sacra battaglia del 1821, presente al Politecnico di Atene dal 1884;
- La distruzione dell'ammiraglia ottomana a Ereso ad opera Papanikolis (1875), all'Esposizione di Parigi;
- La battaglia navale del capitano Miaoulis (1875), all'Esposizione di Parigi;
- Onde, alla Galleria Averōf di Metsovo, nell'Epiro.